# Oenanthe monticola
Oenanthe monticola е вид птица от семейство Muscicapidae. Видът е незастрашен от изчезване.

## Разпространение
Разпространен е в Ангола, Лесото, Намибия, Южна Африка и Свазиленд.